# Hassel (Weser)
Hassel (Weser) är en kommun och ort i Landkreis Nienburg/Weser i förbundslandet Niedersachsen i Tyskland.
Kommunen ingår i kommunalförbundet Samtgemeinde Grafschaft Hoya tillsammans med ytterligare nio kommuner.